# Il bene più grande
Il bene più grande (The Greatest Asset) è un racconto di fantascienza di Isaac Asimov pubblicato per la prima volta nel 1972 sul numero di gennaio della rivista Analog Science Fiction and Fact.
Successivamente è stato incluso nell'antologia Testi e note (Buy Jupiter and Other Stories) del 1975.
È stato pubblicato varie volte in italiano a partire dal 1976.

## Storia editoriale
Il racconto è ispirato alla stessa citazione dello scrittore britannico John Boynton Priestley su cui si basa anche il successivo racconto 2430 d.C.:
In questo racconto, invece di avallarla, Asimov confuta l'idea espressa dello scrittore; per questo motivo il racconto gli fu rifiutato dalla rivista Think che l'aveva originariamente commissionata, in favore del successivo racconto 2430 d.C. che si basa sull'idea opposta.

## Trama
In un lontano futuro la Terra ha un'ecologia completamente controllata ed equilibrata. Il Segretario Generale dell'Ecologia, Ino Adrastus, controlla l'ecologia con l'aiuto di enormi computer. Un giorno riceve la visita di uno scrittore scientifico, Jan Marley, al quale Adrastus dichiara di non essere altro che un impiegato, il cui unico compito è quello di firmare le direttive prodotte dai computer.
Marley viene invitato ad assistere a un incontro tra Adrastus e Lou Tansonia, un ricercatore medico proveniente dalla colonia sulla Luna, la cui proposta di stabilire sistemi ecologici sperimentali è stata respinta dai computer. Dopo che Tansonia ha spiegato la sua proposta, Adrastus la approva contro la raccomandazione dei computer. È evidente che Marley è stato invitato proprio per assistere a questo atto.
Dopo la partenza di Tansonia, Adrastus spiega a Marley che una famosa frase che gli viene attribuita in modo scorretto recita "Il bene più grande dell'uomo è un'ecologia equilibrata". In realtà la citazione giusta è "Il più grande bisogno dell'uomo è un'ecologia equilibrata. Il bene più grande dell'uomo è una mente speculativa". Questo perché l'esistenza di menti speculative son il requisito necessario affinché "l'uomo sia veramente uomo: il che è molto più importante che limitarci a esistere."